# 岸 (武蔵村山市)
岸（きし）は、東京都武蔵村山市の地名。現行行政地名は岸一丁目から岸五丁目。郵便番号は208-0031。

## 地理
岸は武蔵村山市の北西部に位置する地域である。北は瑞穂町石畑、西は瑞穂町殿ケ谷、東は三ツ木、南は中原に隣接する。なお、南で接する中原地区を挟んだ横田基地内の一部地域の名称も岸である。この基地内には瑞穂町の飛地がある。青梅街道を中心に、古くから民家が立ち並ぶ地域である。また、地域の北部は狭山丘陵となっている。四丁目は全域が森林となっており居住者も存在しない。

### 地価
住宅地の地価は、2015年（平成27年）1月1日の公示地価によれば、岸1丁目35番2の地点で9万6000円/m2となっている。

## 歴史

### 地名の由来
1889年まで存続した北多摩郡岸村による。旧岸村の地域が「岸」となったが、地番整理で1990年代に中原地区が岸地区から分離する形で誕生した。

## 世帯数と人口
2018年（平成30年）1月1日現在の世帯数と人口は以下の通りである。四丁目は世帯数と人口共に0の為省略。
| 丁目     | 世帯数    | 人口    |
| -------- | --------- | ------- |
| 岸一丁目 | 595世帯   | 1,234人 |
| 岸二丁目 | 218世帯   | 524人   |
| 岸三丁目 | 402世帯   | 968人   |
| 岸五丁目 | 32世帯    | 75人    |
| 計       | 1,247世帯 | 2,801人 |

## 小・中学校の学区
市立小・中学校に通う場合、学区は以下の通りとなる
| 丁目     | 番地 | 小学校                 | 中学校                 |
| -------- | ---- | ---------------------- | ---------------------- |
| 岸一丁目 | 全域 | 武蔵村山市立第二小学校 | 武蔵村山市立第五中学校 |
| 岸二丁目 | 全域 | 武蔵村山市立第二小学校 | 武蔵村山市立第五中学校 |
| 岸三丁目 | 全域 | 武蔵村山市立第二小学校 | 武蔵村山市立第五中学校 |
| 岸四丁目 | 全域 | 武蔵村山市立第二小学校 | 武蔵村山市立第五中学校 |
| 岸五丁目 | 全域 | 武蔵村山市立第二小学校 | 武蔵村山市立第五中学校 |

## 交通
道路
- 東京都道5号新宿青梅線（青梅街道・新青梅街道）

## 施設
- 武蔵村山市総合体育館・総合運動場
- 野山北・六道山公園
- バイゴー西村山店
- マクドナルド新青梅武蔵村山店
- かつや武蔵村山店
- 岸清山禅昌寺 - 臨済宗建長寺派の寺院。狭山三十三観音霊場第24番札所。